# 봉제완구

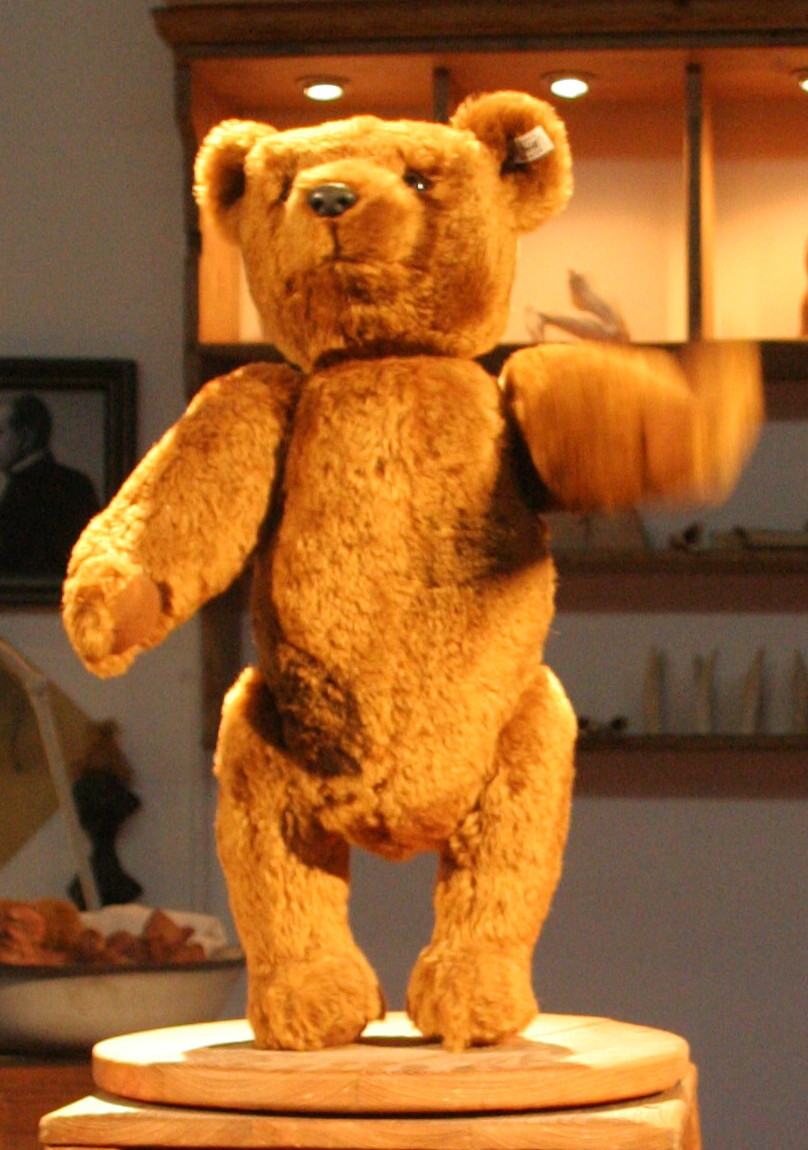
독일 슈타프-겐겐 박물관의 1903년형 슈타프 테디 베어 복제품

봉제완구(縫製玩具)는 재단된 옷감을 봉합하고 면이나 솜 등을 내부에 채워 동물이나 특정 캐릭터로 만든 완구를 말한다.
TV 방영중인 애니메이션이 인기가 많으면 캐릭터를 기반으로 한 봉제완구가 생산된다.
오래된 봉제완구는 때가 타기 쉽다. 따라서 손빨래 등이 필요할수 있다.
일본에서는 "누이구루미"라고 부르며 한국에서는 캐릭터 봉제완구를 누이 인형이라고 많이 부른다.

## 기업
- 미미월드 ※ 일부 캐릭터 완구 한정
- 소품공장 ※ 인형들은 모두 다 사람 모양이다.
- 지나월드
- 에스에이엠지 엔터테인먼트 ※ 일부 인형 한정
- ZURU ※ 레인보우콘, 퍼글러 제품 한정

## 세척 방법
봉제인형들은 가지고 놀수록 조금씩 더러워지는데, 특히 털이 있는 인형이면 유아용 세제나 울샴푸로 닦아서 빨아주면 된다.

## 특징
떨어뜨려도 손상되지는 않는다.(단 너무 높이 떨어뜨리면 손상될 수 있다.) 다만 험하게 다루거나 잘못 다룰 시 조금씩 손상된다.

## 같이 보기
- 테디 베어